# مشعلية تركية
مشعلية تركية (الاسم العلمي:Aethionema turcica) هي نوع من النباتات تتبع جنس المشعلية من الفصيلة الصليبية.